# Demetri Lacònic
Demetri Lacònic (grec antic: Δημήτριος, llatí: Demetrius) va ser un filòsof epicuri deixeble de Protarc, un filòsof del segle ii aC. Va néixer a Lacònia, o bé a Milet. En parlen Diògenes Laerci, Estrabó i Sext Empíric.